# 高倫白鯧
高倫白鯧（学名：Ephippus goreensis）為白鯧科白鲳属的其中一種，分布於東大西洋區，從塞內加爾至安哥拉海域，棲息深度10-75公尺，體長可達30公分，棲息在淺海沙泥底質海域及河口區，屬肉食性，以底棲性及浮游性無脊椎動物為食，可做為食用魚。

## 擴展閱讀
- 维基共享资源上的相關多媒體資源：高倫白鯧